# Річкова акула звичайна
Річкова акула звичайна (Glyphis glyphis) — акула з роду Річкова акула родини сірі акули. Інші назви «списозуба річкова акула», «гострозуба сіра акула».

## Опис
Загальна довжина досягає 1,75-2 м. Спостерігається статевий диморфізм: самиця значно більше за самця. Голова коротка та широка. Очі невеликі, з мигальною перетинкою. Ніздрі великі, присутні носові клапани. Рот помірно великий, серпоподібний. На обох щелепах однакова кількість зубів — по 26-29 зубів. На верхній щелепі зуби трикутні, великі, із зазубреними боковими крайками. На нижній щелепі — прямі, шилоподібні. Усі вони гострі та високі на кшталт списів. Звідси походить інша назва цієї акули. У неї 5 пар зябрових щілин, передня пара більша за інші. Тулуб обтічний, веретеноподібний. Грудні плавці великі, з загнутими передніми та задніми краями. Має 2 широких спинних плавця. Передній спинний плавець значно більше за задній. Розташовано позаду грудних плавців. Задній спинний плавець — навпроти анального. Анальний плавець менший за задній спинний плавець. Хвостовий плавець гетероцеркальний, на верхній лопаті присутня виїмка-«вимпел».
Забарвлення спини сіро-сталеве. Черево білого кольору. Поблизу кінчиків грудних плавців, з внутрішньої сторони, присутні чорні плями. На верхній лопаті хвостового плавця є темна облямівка. Навколо очей присутня світла ділянка.

## Спосіб життя
Тримається на глибинах до 1 м, у каламутній воді. Зустрічається в гирлах та річищі річок, віддаляючись на сотні кілометрів від моря. Гарно переносить морську та прісну воду. Полює на здобич завдяки розвиненим ампулом Лоренціні, оскільки зір у цієї акули доволі поганий. Живиться костистими рибами, головоногими молюсками, ракоподібними, молюсками, морськими червами.
Це живородна акула. Самиця народжує з жовтня до грудня. Новонароджені акуленята становлять 60 см завдовжки.

## Розповсюдження
Мешкає окремими ареалами біля північної Австралії (найчастіше у річці Бізант, Квінсленд) та південної частини Папуа Нової Гвінеї (переважно у річці Флай).